# LIM-49 Spartan
LIM-49A Spartan là tên lửa chống tên lửa đạn đạo của Lục quân Mỹ, được thiết kế để đánh chặn đầu đạn hạt nhân từ tên lửa liên lục địa tầm xa và tại thời điểm ICBM vẫn còn ở bên ngoài tầng khí quyển. Khi được triển khai, tên lửa được trang bị một đầu đạn nhiệt hạch năm megaton sẽ phá hủy đầu đạn tên lửa liên lục địa ICBM. Nó là tên lửa đánh chặn thuộc chương trình phát triển hệ thống phòng thủ tên lửa Safeguard của Mỹ.
Spartan là tên lửa cuối cùng, phát triển cuối cùng trong số danh sách dài các thiết kế tên lửa của nhóm thiết kế thuộc phòng thí nghiệm Bell phối hợp với công ty sản xuất máy bay Douglas bắt đầu từ những năm 1940s với tên lửa Nike. Spartan được phát triển trực tiếp từ tên lửa trước đó là LIM-49 Nike Zeus, nhưng Spartan lớn hơn, và có tầm bắn xa hơn, từ 250 hải lý (460 km; 290 mi) của Zeus đến xấp xỉ 450 hải lý (830 km; 520 mi).
Spartan ban đầu được phát triển trong chương trình phát triển tên lửa Nike-X, về sau trở thành chương trình Sentinel thuộc hệ thống phòng thủ quốc gia của Mỹ. Chương trình này đã bị hủy bỏ và thay thế bằng chương trình Safeguard nhỏ hơn. Spartan được triển khai như la một phần của hệ thống Safeguard từ tháng 10 năm 1975 đến đầu năm 1976.

## Ảnh

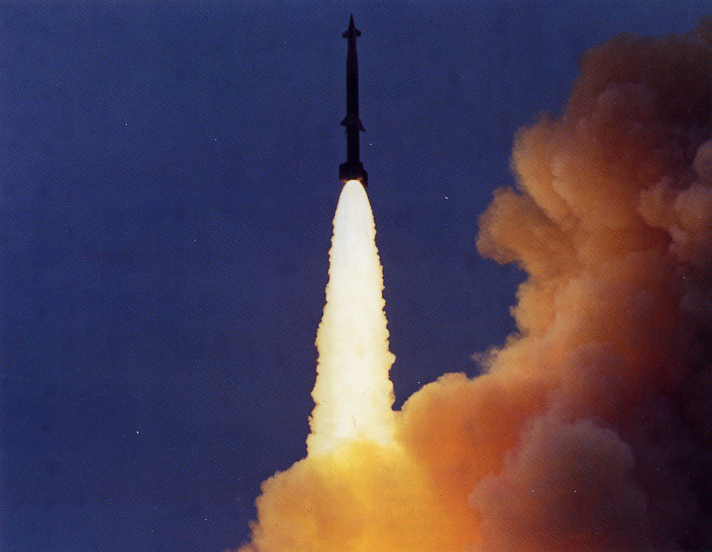
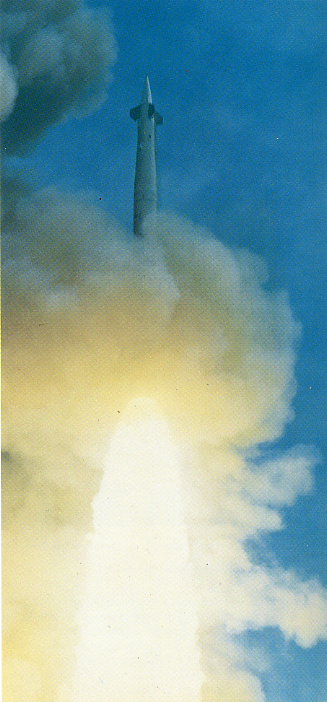
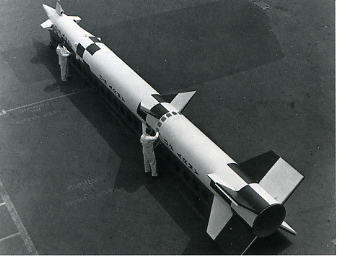
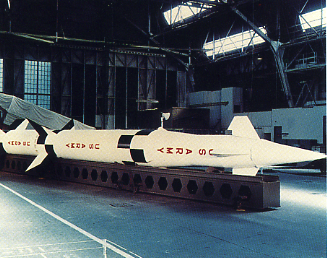